# دانشگاه افسری امام علی
دانشگاه افسری امام علی با نام مستعار دانشگاه افسری نزاجا دانشگاه نظامی ارتش جمهوری اسلامی ایران است، که متعلق به نیروی زمینی ارتش است. دانشگاه افسری در سال ۱۳۰۰ تأسیس شد. فرمانده دانشگاه افسری در حال حاضر سرتیپ دوم مجتبی امجدیان است.

## تاریخچه

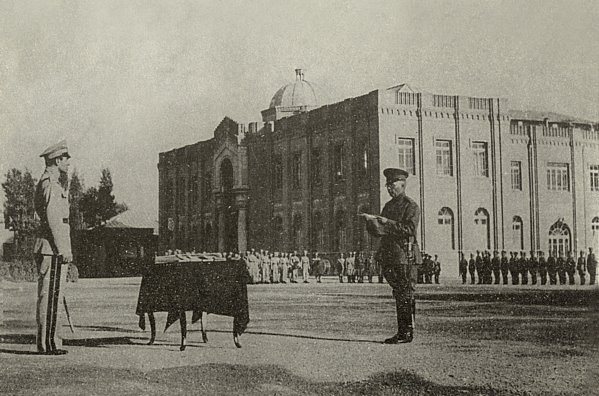
آیین دانش‌آموختگی افسران ارتش با حضور رضاشاه پهلوی در دانشکده افسری

دانشگاه افسری با نام قدیمی مدرسه صاحب منصبی از قدیمی‌ترین مراکز آموزش عالی در سطح کشور است که توسط سردار سپه و در اجرای بند ج ماده ۵ حکم قشونی ۱۴ آذر ماه سال ۱۳۰۰ تشکیل شد. سردار سپه با الگو برداری از مدرسه نظامی سن سیر فرانسه و با ادغام تجهیزات آموزشی موجود در مدرسه صاحب منصبی قزاقخانه، مدرسه صاحب منصبان ژاندارمری و مدرسه نظام مشیرالدوله ابتدا در خیابان اکباتان همت گمارد.
بعدها این مرکز آموزشی به عمارت امیریه واقع در خیابان سپه نقل مکان کرد و با خرید زمین‌های اطراف توسعه پیدا نمود به طوریکه این مرکز آموزشی اکنون یکصد و چهل هزار متر مربع وسعت دارد.
مدرسه صاحب منصبی از سال ۱۳۱۴ به دانشکده افسری تغییر نام داد و با بهره‌گیری از استادان ایرانی و خارجی به آموزش کلاسیک و نوین افسران نیروهای سه‌گانه و نوپای ارتش شاهنشاهی با محوریت نیروی زمینی در رسته‌های پیاده، سواره، توپخانه و بعدها مهندسی و اردونانس پرداخت. دوره آموزش در دانشکده افسری ابتدا دو سال بود و دانشجویان در سال اول دروس عمومی نظامی و از سال دوم با تعیین رسته، دروس تخصصی مربوطه را فرا می‌گرفتند.
با توسعه فعالیت‌های آموزشی مدت دوره به سه سال افزایش و این مرکز در قالب پنج دانشکده و گروه زبان‌های خارجی از سال ۱۳۶۷ به دانشگاه افسری و در سال ۱۳۷۵ با اخذ مجوز از فرمانده کل قوا به دانشگاه افسری امام علی تغییر نام داد.

## دانشجویان

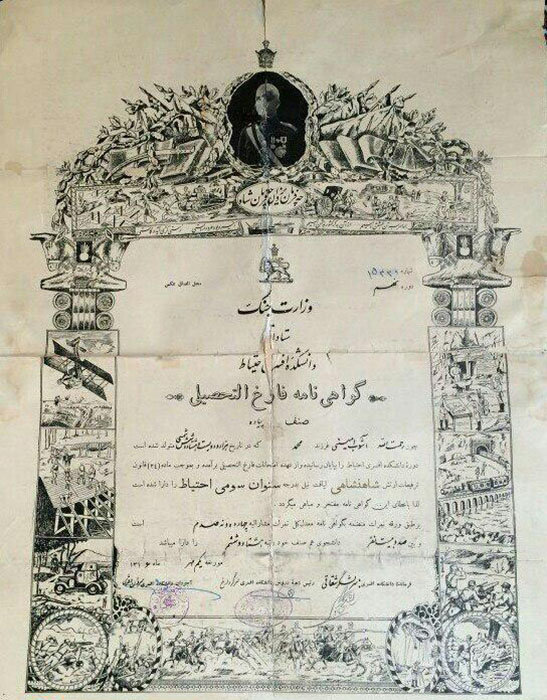
یک گواهی فارغ‌التحصیلی دانشکده افسری در سال ۱۳۱۶ هجری شمسی

این دانشگاه از میان داوطلبان دیپلمه و پس از موفقیت در آزمونهای علمی، ورزشی و عقیدتی در مقطع کارشناسی دانشجو می‌پذیرد.
لباس کار دانشجویان این دانشگاه شامل کلاه، فرنچ و شلوار استتار با ترکیب رنگ‌های سبز، سیاه و قهوه‌ای است و همچنین لباس رسمی و فرم نیروی زمینی ارتش به رنگ زیتونی به همراه واکسیل به رنگ قرمز بر روی بازوی چپ برای مراسم‌ها، تردد و برنامه صبحگاه و شامگاه عمومی دانشگاه مورد استفاده قرار می‌گیرد. سنوات خدمت و تحصیل هر دانشجو را می‌توان از روی درجه آکادمیک وی فهمید. دانشجویان دانشگاه افسری در حال حاضر به سه گروه سال یک، سال دو و سال سه تقسیم می‌شوند و روی سردوشی آنان هر خط نماینده یک سال می‌باشد بنابراین دانشجویان تازه‌وارد پس از اخذ سردوشی دارای یک خط روی هر کدام از شانه‌ها و در کنار آرم دانشگاه افسری که روی سردوشی آنهاست خواهند بود.
دانشجویان این دانشگاه از بدو ورود، استخدام و دارای حقوق و مزایا می‌باشند. دانشجویان این دانشگاه پس از گذراندن ۷ ترم تحصیلی که ۶ ترم دروس علمی مصوب وزارت علوم به صورت فشرده تر و تعداد واحد بیشتر در طول ترم نسبت به سایر دانشگاه‌ها و یک ترم نظامی و همچنین گذراندن دوره‌ها و آموزشهای سخت و طاقت فرسای رزم در کوهستان، رزم در کویر، رزم در جنگل، و رزم در برف و سرمای شدید، دوره تکاور، و دوره رزم در شرایط ویژه (عملیات ویژه / ردشو) و زندگی در شرایط سخت پس از دانش‌آموختگی به درجه ستوان دومی نائل شده و به یگانهای رزمی یا ستادی جهت ادامه خدمت معرفی می‌شوند. همچنین امکان ادامه تحصیل برای دانش آموختگان این دانشگاه در صورت موافقت یگان خدمتی در کلیه دانشگاه‌های کشور میسر می‌باشد.

## دانش آموختگان برجسته
- محمدرضا پهلوی
- امیرعباس هویدا
- ارتشبد بهرام آریانا
- ارتشبد رضا عظیمی
- ارتشبد فریدون جم
- ارتشبد نعمت‌الله نصیری
- ارتشبد عباس قره‌باغی
- ارتشبد حسین فردوست
- ارتشبد غلام‌علی اویسی
- سپهبد عبدالعلی بدره‌ای
- سپهبد جلال پژمان
- سپهبد ناصر مقدم
- سپهبد نادر باتمانقلیچ
- سرلشکر محمدولی قرنی
- سرلشکر ولی‌الله فلاحی
- سرهنگ موسی نامجو
- سرلشکر علی صیاد شیرازی
- سرلشکر حسین حسنی سعدی
- سرلشکر علی شهبازی
- سرلشکر عطاءالله صالحی
- سرلشکر رحمان فروزنده
- سرلشکر علی نشاط
- سرتیپ سید محمد خاوری
- سرتیپ محمدحسین دادرس
- سرهنگ بیژن کبیری
- سرهنگ هوشنگ عطاریان
- سرهنگ حسن آبشناسان
- سرتیپ احمدرضا پوردستان
- سرلشکر عبدالرحیم موسوی
- سرتیپ محمدرضا آشتیانی
- سرتیپ امیر حاتمی
- سرلشگر خلبان فیروز شیخ حسنی
- سرتیپ محمود شیخ حسنی

## اهمیت دانشگاه افسری

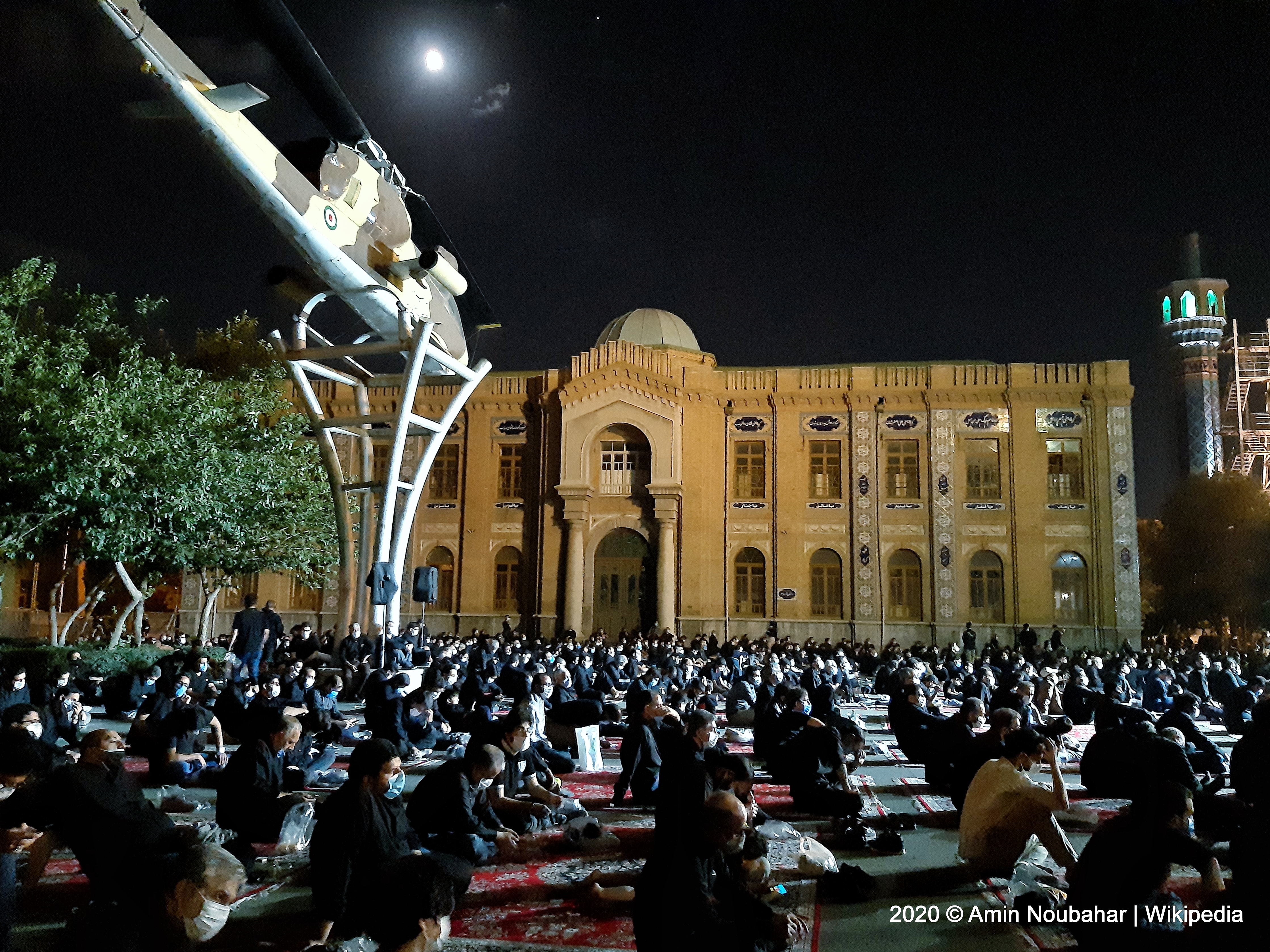
مراسم عزاداری محرم در محوطه دانشگاه افسری - ۱۳۹۹ خورشیدی

دانشگاه افسری تا امروزه اهمیت تاریخی و استراتژیک خود را حفظ کرده‌است به طوری که بعد از انقلاب ۱۳۵۷ ایران، ۳۸ بار فرمانده کل قوا در جشن فارغ‌التحصیلی افسران این دانشگاه نظامی شرکت و در آنجا مهم‌ترین نطق‌های کشوری و ملی را در جمع دانشجویان و دانش‌آموختگان این دانشگاه قرائت کرده‌ است.

## اماکن و بناها

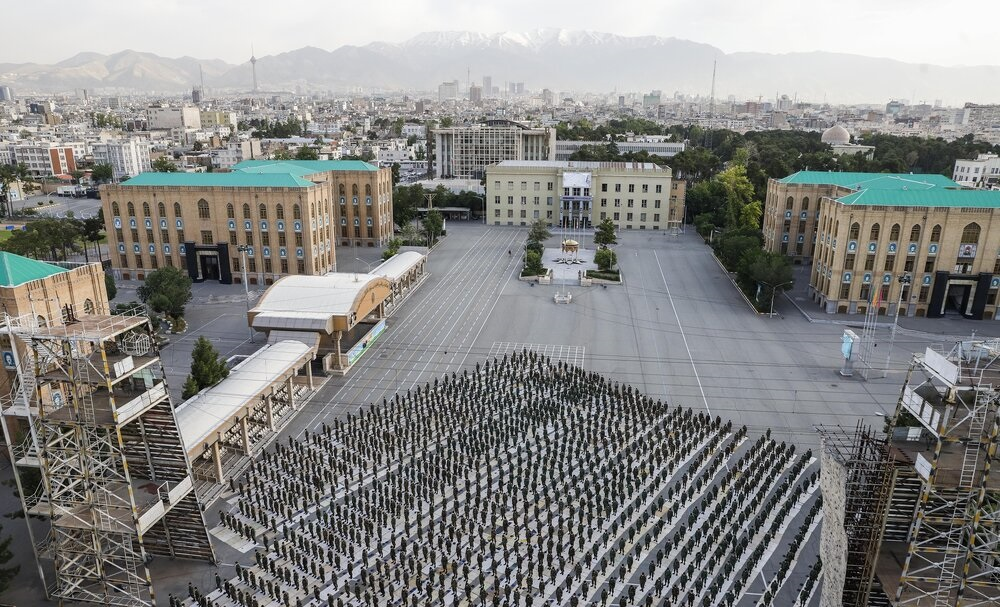
میدان صبحگاه دانشگاه

دانشگاه افسری امام علی یکی از قدیمی‌ترین و باسابقه‌ترین مراکز آموزشی می‌باشد. در این دانشگاه چهار ساختمان باستانی وجود دارد (ساختمان‌های چهارگانه) که سال ساخت آنها به سال تأسیس دانشگاه بازمی‌گردد. این ساختمان‌ها ثبت میراث فرهنگی می‌باشد و جزو آثار ملی ایران به حساب می‌آید.
دانشگاه افسری متشکل از پنج دانشکده و کتابخانه ای زیرزمینی که معتبرترین کتابخانه نظامی خاورمیانه می‌باشد.
همچنین این مرکز دارای یک مجتمع رفاهی بزرگ می‌باشد که با حضور فرماندهٔ نیروی زمینی ارتش امیر سرتیپ کیومرث حیدری افتتاح شد. در معماری این مجتمع سعی شده با ساختمان‌های چهارگانه همخوانی داشته باشد. زمین چمن فوتبال و پیست دو و میدانی، سالن فوتسال، استخر، دیوار صخره‌نوردی، دکل کوهستان، سالن اجتماعات، سالن آمفی‌تئاتر، سالن تیراندازی و… از دیگر اماکن این دانشگاه می‌باشد.
مسجد این دانشگاه بعد از انقلاب ساخته شده‌است که مسجدی بزرگ با معماری پیشرفته می‌باشد و تا حدودی با ساختمان‌های چهارگانه همخوانی دارد.

## پرچم و نشان فداکاری

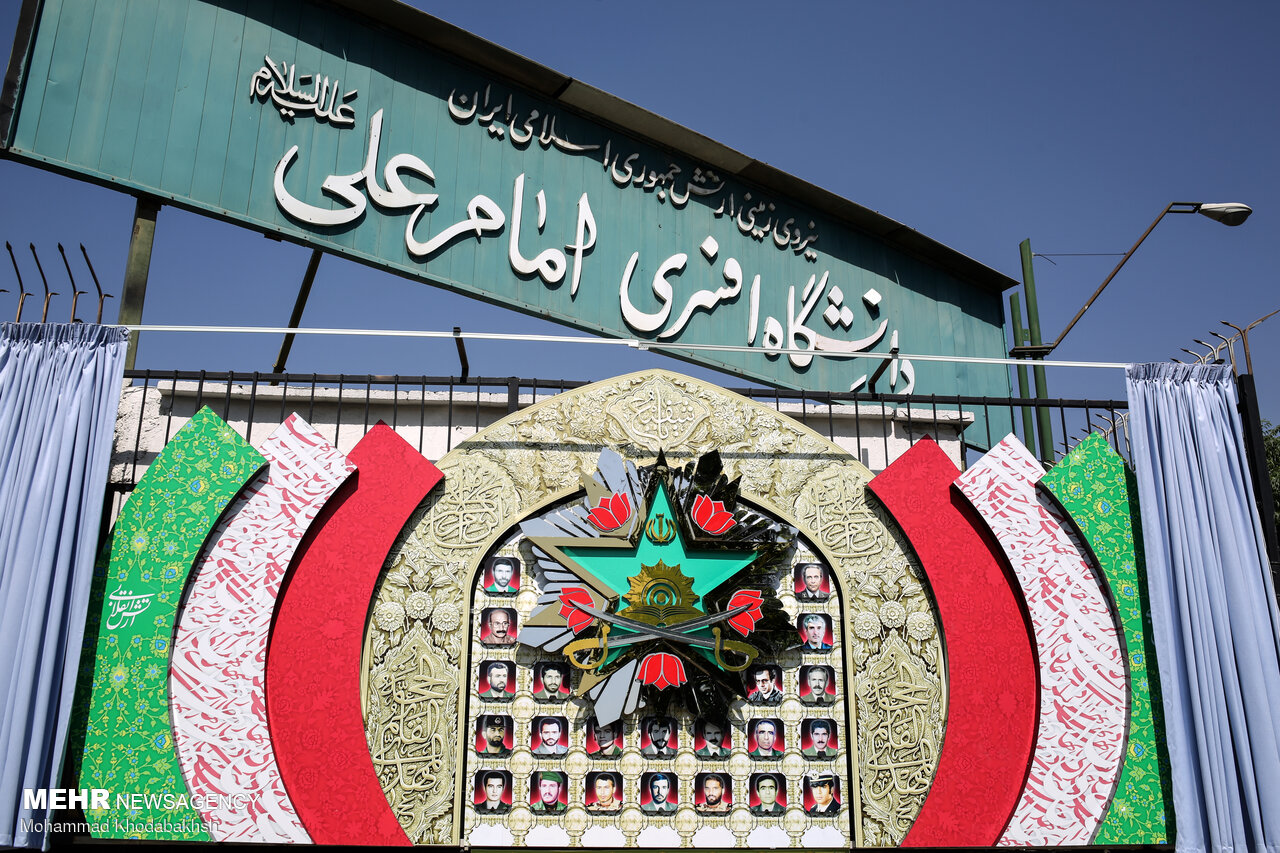
نماد نشان فداکاری بر سردر دانشگاه (سال ۱۴۰۰)

با پیشنهاد ارتش و ستاد کل نیروهای مسلح به فرمانده کل قوا سیدعلی خامنه‌ای مبنی بر اهداء پرچم و نشان فداکاری به دانشگاه افسری امام علی نیروی زمینی ارتش، با تصویب فرمانده کل قوا سیدعلی خامنه‌ای، این دانشگاه به افتخار دریافت پرچم و نشان «فداکاری» نایل شد که مراتب به سرلشکر سید عبدالرحیم موسوی فرمانده کل ارتش جمهوری اسلامی ایران ابلاغ شد. ابلاغ مصوبه اهدای نشان فداکاری دانشگاه افسری امام علی از سوی فرمانده کل ارتش به فرمانده نیروی زمینی توسط دریادار حبیب‌الله سیاری انجام شد.